# Jetsun Pema
Jetsun Pema Wangchuck (Thimphu, 4 juni 1990) is sinds 13 oktober 2011 koningin van Bhutan, als vrouw van koning Jigme Khesar Namgyel Wangchuck.

## Biografie

### Jonge jaren
Jetsun Pema werd geboren in het ziekenhuis van Thimphu als dochter van Dhondup Gyaltshen (een piloot in de burgerluchtvaart) en Sonam Choki (de peetdochter van prins Namgyel Wangchuck, een halfbroer van Jigme Dorji Wangchuck). Jetsun was de tweede van in totaal vijf kinderen van dit koppel. Ze heeft nog een oudere zus, Ashi Yeatso Lhamo, twee jongere broers, Dasho Thinley Norbu en Jigme Namgyel, en een jongere zus, Serchen Doma.
Jetsun volgde onderwijs aan de Sunshine School (1995–96), Changangkha Lower Secondary School (1997–98), het St. Joseph’s Convent in Kalimpong, en de Lawrence School in Sanawar. Haar hogere school-opleiding volgde ze aan het Regent's College in Londen, waar ze Internationale betrekkingen studeerde met psychologie en kunstgeschiedenis als bijvakken.

### Huwelijk
Op 20 mei 2011 maakte koning Jigme Khesar Namgyel Wangchuck zijn aanstaande huwelijk met Jetsun bekend. Het huwelijk werd voltrokken op 13 oktober 2011 in de Punakha Dzong. Na de ceremonie volgden formele bezoeken aan verschillende gebieden in Bhutan.

### Privéleven
Jetsun heeft interesse in schone kunsten en basketbal. Ze is aanhanger van het Vajrayana. Naast Dzongkha, de officiële taal in Bhutan, spreekt ze vloeiend Engels en Hindi. Op 5 februari 2016 beviel ze van een zoon, kroonprins Jigme Namgyel Wangchuck. Op 19 maart 2020 breidde het koninklijk gezin uit door de geboorte van een tweede zoontje  Jigme Ugyen Wangchuck en op 9 september 2023 werd het derde kind en eerste dochter geboren.